# MonsterVerse
Das MonsterVerse ist ein US-amerikanisches Franchise und gemeinsames Universum mit Godzilla, King Kong und anderen Tōhō-Monstern. Das Franchise wird von Legendary Pictures produziert, von Warner Bros. koproduziert und vertrieben. Es besteht aus fünf Filmen und zwei Fernsehserien. Diese sind durch grundlegende Handlungselemente und -schauplätze, die Besetzung und die Figuren untereinander verbunden. Das Gesamteinspielergebnis von über 2,14 Milliarden US-Dollar macht die Filmreihe zu einer der erfolgreichsten weltweit.

## Entwicklung
Der Autor Max Borenstein erklärte, dass das MonsterVerse nicht als Franchise begann, sondern als ein amerikanisches Film-Remake von Godzilla. Borenstein schreibt dem Gründer und damaligen CEO von Legendary Entertainment, Thomas Tull, den Verantwortlichen für MonsterVerse zu, der die Rechte an Godzilla erworben und die komplizierten Rechte an King Kong ausgehandelt hat. Tull hatte Borenstein die Möglichkeit geboten, den ersten Entwurf für Kong: Skull Island zu schreiben, mit dem Ziel, Kong im selben Universum wie Legendarys Godzilla-Film zu etablieren. Tulls Vision war, dass die Filme eines Tages zu Godzilla vs. Kong führen sollten.
Legendary bestätigte auf der San Diego Comic-Con International im Juli 2014, dass es die Lizenzrechte an Mothra, Rodan und King Ghidorah von Toho Co., Ltd. erworben hat, und enthüllte Konzeptaufnahmen mit den abschließenden Titelkarten mit der Aufschrift „Konflikt: unvermeidlich. Lasst sie kämpfen“. Im September 2015 gab Legendary bekannt, dass der Film Kong: Skull Island nicht mit den Universal Studios entwickelt werden würde. Stattdessen würde es mit Warner Bros. entwickelt werden, was in den Medien Spekulationen auslöste, dass Godzilla und Kong gemeinsam in einem Film auftreten würden.
Im Oktober 2015 kündigte Legendary Entertainment Pläne an, Godzilla und Kong in einem Film mit dem Titel Godzilla vs. Kong zu vereinen, der 2020 veröffentlicht werden soll. Legendary plante, ein gemeinsames filmisches Franchise zu schaffen, das sich um „Monarch“ dreht (die geheime Regierungsbehörde, die 2014 in Godzilla debütierte) und das „Godzilla und Legendarys King Kong in einem Ökosystem anderer riesiger Superspezies zusammenbringt, sowohl klassisch als auch neu“. Später im Oktober wurde bekannt gegeben, dass Kong: Skull Island Verweise auf Monarch enthalten werde.
Im Mai 2016 gab Warner Bros. bekannt, dass Godzilla vs. Kong am 29. Mai 2020 veröffentlicht und später auf den 21. Mai 2021 verschoben wird, und dass Godzilla II: King of the Monsters von seinem ursprünglichen Termin, 8. Juni 2018 verschoben wird. Das Erscheinungsdatum war der 22. März 2019, der Film wurde jedoch später wieder auf den 31. Mai 2019 verschoben. Im Oktober 2016 gab Legendary bekannt, dass Godzilla II: King of the Monsters zusammen mit Pacific Rim: Uprising in Wandas Oriental Movie Metropolis (Qingdao, China), seiner Muttergesellschaft gedreht werden würde. Im selben Monat wurde bekannt, dass Legendary einen Autorenraum plante, um ihr Universum mit Godzilla und Kong zu erschaffen, wobei Alex Garcia das Projekt für Legendary leitete.
Anfang Januar 2017 trat Thomas Tull, Gründer von Legendary, aus dem Unternehmen aus, blieb aber als Produzent für die Godzilla-Kong-Serie, die als „MonsterVerse“ enthüllt wurde. Im März 2017 richtete Legendary einen Autorenraum ein, der von Terry Rossio geleitet wurde, um die Geschichte für Godzilla vs. Kong zu entwickeln.
Legendarys Lizenz für Godzilla lief 2020 aus.

## Filme
| Lfd. Nr. | Veröffentlichung (Deutschland) | Film                              | Regie               | Drehbuch                                   | Geschichte                                      | Produktion                                                                   |
| -------- | ------------------------------ | --------------------------------- | ------------------- | ------------------------------------------ | ----------------------------------------------- | ---------------------------------------------------------------------------- |
| 01       | 15. Mai 2014                   | Godzilla                          | Gareth Edwards      | Max Borenstein                             | David Callham                                   | Thomas Tull, Jon Jashni, Mary Parent, Brian Rogers                           |
| 02       | 9. März 2017                   | Kong: Skull Island                | Jordan Vogt-Roberts | Dan Gilroy, Max Borenstein, Derek Connolly | John Gatins                                     | Thomas Tull, Jon Jashni, Mary Parent, Alex Garcia                            |
| 03       | 30. Mai 2019                   | Godzilla II: King of the Monsters | Michael Dougherty   | Michael Dougherty, Zach Shields            | Max Borenstein, Michael Dougherty, Zach Shields | Thomas Tull, Jon Jashni, Mary Parent, Alex Garcia, Brian Rogers              |
| 04       | 1. Juli 2021                   | Godzilla vs. Kong                 | Adam Wingard        | Eric Pearson, Max Borenstein               | Terry Rossio, Michael Dougherty, Zach Shields   | Thomas Tull, Jon Jashni, Brian Rogers, Mary Parent, Alex Garcia, Eric McLeod |
| 05       | 4. Apr. 2024                   | Godzilla × Kong: The New Empire   | Adam Wingard        | Terry Rossio, Jeremy Slater, Simon Barrett | Terry Rossio, Simon Barrett, Adam Wingard       | Thomas Tull, Brian Rogers, Mary Parent, Alex Garcia, Eric McLeod             |
| 06       | 26. März 2027                  | Godzilla x Kong: Supernova        | Grant Sputore       | David Callaham                             | David Callaham                                  | –                                                                            |

### Godzilla (2014)
Der Film stellt Godzillas Ursprünge in der heutigen Zeit neu dar und spielt 15 Jahre nach einer Kernschmelze in Japan, die von riesigen parasitären Kreaturen, bekannt als „MUTOs“, verursacht wurde. Als zwei MUTOs das Land verwüsten, um sich fortzupflanzen, erwecken sie ein größeres uraltes Alpha-Raubtier, bekannt als „Godzilla“, dessen Existenz seit 1954 von der US-Regierung geheim gehalten wird. Der Film führt mit Godzilla, den MUTOs und der Monarch-Organisation ein ins MonsterVerse.
Im Jahr 2004 erwarb Regisseur Yoshimitsu Banno von Tōhō die Erlaubnis, einen kurzen IMAX – Godzilla-Film zu produzieren, der mehrere Jahre lang entwickelt wurde, bis das Projekt schließlich an Legendary Pictures übergeben wurde. Im März 2010 gab Legendary bekannt, die Rechte an Godzilla für ein Remake erworben zu haben. Im Januar 2011 wurde Gareth Edwards als Regisseur des Films bekannt gegeben. Der Film wurde gemeinsam mit Warner Bros. Pictures produziert, wobei die Dreharbeiten 2013 in Kanada und den Vereinigten Staaten für die Veröffentlichung im Jahr 2014 abgeschlossen wurden. Godzilla wurde am 16. Mai 2014 mit positiven Kritiken veröffentlicht. und war ein Kassenerfolg, der weltweit 529 Millionen US-Dollar bei einem Budget von 160 Millionen US-Dollar einspielte.

### Kong: Skull Island (2017)
In dem Film, der 1973 spielt, reist ein Team aus Wissenschaftlern und Soldaten aus dem Vietnamkrieg zu einer unbekannten Insel im Pazifik und begegnet furchteinflößenden Kreaturen und dem mächtigen Kong. Der Film stellt Kong, die Mutter Longlegs, den Sker Buffalo, den Mire Squid, den Leafwing, den Psychovulture, die Spore Mantis, den Skull Devil und die Skullcrawlers vor, eine Post-Credit-Scene stellt Rodan, Mothra und King Ghidorah dem MonsterVerse vor. Der Skull Devil war ursprünglich als „Ramarak the Skullcrawler“ rechtlich geschützt, bis er im September 2017 aufgegeben wurde.
Im Juli 2014 kündigte Legendary auf der San Diego Comic-Con eine King Kong-Ursprungsgeschichte mit dem ursprünglichen Titel Skull Island an, die am 4. November 2016 veröffentlicht und von Universal Pictures vertrieben wird. Im September 2014 wurde Jordan Vogt-Roberts als Regisseur des Films bekannt gegeben. Im September 2015 verlagerte Legendary die Entwicklung des Films von Universal Pictures zu Warner Bros., um ein erweitertes filmisches Universum zu schaffen. Die Dreharbeiten begannen am 19. Oktober 2015 in Hawaii und Vietnam. Kong: Skull Island wurde am 10. März 2017 zu positiven Kritiken veröffentlicht und war ein Kassenerfolg, der weltweit 566 Millionen US-Dollar bei einem Budget von 185 Millionen US-Dollar einspielte. Der Film erhielt eine Nominierung für die besten visuellen Effekte bei den Oscars.

### Godzilla II: King of the Monsters (2019)
In dem Film muss sich die Menschheit auf Godzilla und Mothra verlassen, um King Ghidorah und Rodan zu besiegen, wobei ersterer andere Titanen erweckt hat, um die Welt zu zerstören. Der Film ändert die Bezeichnung der Monster von „MUTOs“ in „Titanen“. Der Film stellt Scylla, Methusalem, Behemoth und die Königin MUTO dem MonsterVerse vor. Off-Screen stellt der Film Baphomet, Typhon, Mokele-Mbembe, Sargon, Tiamat, Abaddon, Leviathan und Bunyip dem MonsterVerse vor.
Bevor Legendary ein gemeinsames Kinouniversum zwischen Godzilla und Kong ankündigte, hatte Legendary ursprünglich vor, eine Godzilla-Trilogie zu produzieren, bei der Gareth Edwards Regie bei allen Filmen führen sollte, er verließ die Fortsetzung jedoch im Mai 2016, um an kleineren Projekten zu arbeiten. Im Januar 2017 wurde Michael Dougherty als Regisseur und Co-Autor des Films bekannt gegeben. Die Hauptdreharbeiten begannen im Juni 2017 in Atlanta, Georgia, und wurden im September 2017 abgeschlossen. Der Film wurde am 31. Mai 2019 mit gemischten Kritiken veröffentlicht und war eine Enttäuschung an den Kinokassen, mit einem weltweiten Umsatz von 386 Millionen US-Dollar bei einem Budget 170 Millionen US-Dollar.

### Godzilla vs. Kong (2021)
In dem Film stößt Kong mit Godzilla zusammen, als Menschen den Affen in die Hohlerde locken, um eine Energiequelle für eine Waffe zu finden, um Godzillas mysteriöse Amokläufe zu stoppen. Der Film stellt Mechagodzilla, den Warbat, und den Hellhawk dem MonsterVerse vor.
Das Projekt wurde im Oktober 2015 angekündigt, als Legendary Pläne für ein gemeinsames filmisches Universum zwischen Godzilla und King Kong ankündigte. Das Autorenzimmer des Films wurde im März 2017 zusammengestellt und Adam Wingard wurde im Mai 2017 als Regisseur bekannt gegeben. Die Hauptdreharbeiten begannen im November 2018 in Hawaii und Australien und endeten im April 2019. Nachdem sich aufgrund der COVID-19 Pandemie der Film auf ein Veröffentlichungsdatum im November 2020 verzögert hatte, wurde der Film am 24. März 2021 international in die Kinos gebracht und am 31. März 2021 in den Vereinigten Staaten veröffentlicht, wo er gleichzeitig in den Kinos und auf HBO Max veröffentlicht wurde. Der Film erhielt allgemein positive Kritiken und war ein Kassenerfolg, er spielte bei einem Budget von 160 Millionen US-Dollar, 470 Millionen US-Dollar ein und wurde damit zum acht-erfolgreichsten Film 2021. Er war auch ein Streaming-Hit und wurde zum erfolgreichsten Launch-Item in der Geschichte von HBO Max, bis der Film von Mortal Kombat überholt wurde.

### Godzilla × Kong: The New Empire (2024)
Godzilla und Kong tun sich wieder zusammen gegen eine unentdeckte Bedrohung, die tief in der Erde verborgen ist und die Existenz von Menschen und Titanen gleichermaßen in Frage stellt.
Im März 2022 wurde bekannt gegeben, dass die Dreharbeiten für eine Fortsetzung von Godzilla vs. Kong später im Jahr in Gold Coast, Queensland und anderen Orten im Südosten von Queensland beginnen sollen. Im Mai 2022 wurde bekannt gegeben, dass Adam Wingard wieder Regie führen würde und dass Dan Stevens als Hauptdarsteller besetzt worden war. Wingard und Stevens hatten bereits bei The Guest (2014) zusammengearbeitet. Der Film erschien am 29. März 2024 in den USA.

## Fernsehserien
| Serie                       | Staffeln | Episoden | Veröffentlichungsdatum | Showrunner     | Status  |
| --------------------------- | -------- | -------- | ---------------------- | -------------- | ------- |
| Netflix                     |          |          |                        |                |         |
| Skull Island                | 1        | 8        | 22. Juni 2023          | Brian Duffield | Laufend |
| Apple TV+                   |          |          |                        |                |         |
| Monarch: Legacy of Monsters | 1        | 10       | 17. Nov. 2023          | Chris Black    | Laufend |

### Skull Island
Im Januar 2021 wurde die Entwicklung einer Zeichentrickserie im Anime-Stil mit dem Titel Skull Island angekündigt. Die Serie dreht sich um die Abenteuer schiffbrüchiger Charaktere, die versuchen, von Skull Island zu fliehen, auf der verschiedene prähistorische Monster leben. Das Projekt wird von Brian Duffield geschrieben, der auch als Co-Executive Producer mit Jacob Robinson fungieren wird. Die Serie wird eine Joint-Venture-Produktion von Legendary Television, Tractor Pants Productions, Powerhouse Animation Studios und Netflix Animation sein. Im Mai 2023 gab Legendary den Veröffentlichungstermin der Serie am 22. Juni 2023 auf Netflix bekannt, zusammen mit einem Teaser-Trailer, einem Poster und einer Synchronisation.

### Monarch: Legacy of Monsters
Im Januar 2022 gab Legendary bekannt, dass Apple TV+ eine unbenannte Live-Action-Serie mit Godzilla und anderen Titanen bestellt hatte, in der Chris Black als Showrunner fungierte. Black und Matt Fraction werden als Co-Schöpfer und ausführende Produzenten fungieren. Die Serie wird sich auf „die Reise einer Familie konzentrieren, um ihre vergrabenen Geheimnisse und ein Vermächtnis aufzudecken, das sie mit der geheimen Organisation namens Monarch verbindet“. Joby Harold, Tory Tunnell, Hiro Matsuoka und Takemasa Arita werden als weitere ausführende Produzenten fungieren.
Nach dem Erfolg von Godzilla vs. Kong begannen Diskussionen darüber, wie das MonsterVerse über Spielfilme hinaus erweitert werden könnte. Legendary schlug eine Live-Action-Serie vor, und unter den potenziellen Käufern bekundete Apple TV+ sofort Interesse und handelte einen Deal aus, um mit der Entwicklung zu beginnen. Das Projekt wird eine Joint-Venture-Produktion zwischen Legendary Television, Safehouse Pictures, Toho Co. Ltd. und Apple TV+ Original-Serie sein.
Im Juni 2022 gab Legendary bekannt, dass Anna Sawai, Ren Watabe, Kiersey Clemons, Joe Tippett und Elisa Lasowski für die Serie gecastet wurden. Matt Shakman wird bei den ersten beiden Folgen Regie führen und auch als Executive Producer fungieren. Im Juli 2022 wurden Kurt Russell und sein Sohn Wyatt Russell in die Besetzung aufgenommen.
Im Mai 2023 wurde der neue Arbeitstitel der Serie bekannt gegeben: Monarch: Legacy of Monsters. Die 10 Episoden umfassende Serie wurde am 17. November 2023 auf AppleTV+ veröffentlicht.
Im April 2024 wurde eine zweite Staffel bestellt und bekannt, dass Apple weitere Serien-Ableger zum MonsterVerse produzieren werde.

## Wiederkehrende Charaktere
| Rolle           | Filme            | Filme              | Filme                              | Filme              | Filme                           | Fernsehserien | Fernsehserien               | Synchronsprecher            |
| Rolle           | Godzilla         | Kong: Skull Island | Godzilla II: King of the Monsters  | Godzilla vs. Kong  | Godzilla × Kong: The New Empire | Skull Island  | Monarch: Legacy of Monsters | Synchronsprecher            |
| Monster         | Monster          | Monster            | Monster                            | Monster            | Monster                         | Monster       | Monster                     | Monster                     |
| --------------- | ---------------- | ------------------ | ---------------------------------- | ------------------ | ------------------------------- | ------------- | --------------------------- | --------------------------- |
| Godzilla        | Auftritt         | Bilder und Audio   | Auftritt                           | Auftritt           | Auftritt                        |               | Auftritt                    | Originalton                 |
| MUTO            | Auftritt         |                    | Auftritt                           | Archiv             |                                 |               |                             | Originalton                 |
| Kong            |                  | Auftritt           | Archiv                             | Auftritt           | Auftritt                        | Auftritt      | Auftritt                    | Originalton                 |
| King Ghidorah   |                  | Archiv             | Auftritt                           | Archiv             |                                 |               |                             | Originalton                 |
| Rodan           |                  | Archiv             | Auftritt                           | Archiv             |                                 |               |                             | Originalton                 |
| Mothra          |                  |                    | Auftritt                           |                    | Auftritt                        |               |                             | Originalton                 |
| Menschen        |                  |                    |                                    |                    |                                 |               |                             |                             |
| Ishiro Serizawa | Ken Watanabe     |                    | Ken Watanabe                       |                    |                                 |               |                             | Tōru Tanabe                 |
| Vivienne Graham | Sally Hawkins    |                    | Sally Hawkins                      |                    |                                 |               |                             | Katrin Zimmermann           |
| Wilhelm Stenz   | David Strathairn |                    | David Strathairn                   |                    |                                 |               |                             | Reinhard Kuhnert            |
| Houston Brooks  |                  | Corey Hawkins      | Joe Morton                         |                    |                                 |               |                             | Nils Dienemann              |
| William Randa   |                  | John Goodman       |                                    |                    | Bilder und Archivaudio          |               | Anders Holm 1John Goodman   | Kaspar Eichel Roman Wolko 1 |
| Madison Russel  |                  |                    | Millie Bobby BrownAlexandra Rabe 1 | Millie Bobby Brown |                                 |               |                             | Carlotta Pahl               |
| Ilene Andrews   |                  |                    |                                    | Rebecca Hall       | Rebecca Hall                    |               |                             | Manja Doering               |
| Jia             |                  |                    |                                    | Kaylee Hottle      | Kaylee Hottle                   |               |                             | Keine 2                     |
| Bernie Hayes    |                  |                    |                                    | Brian Tyree Henry  | Brian Tyree Henry               |               |                             | Tobias Schmitz              |

## Rezeption

### Einspielergebnisse und Zuschauerzahlen
Mit einem Gesamteinspielergebnis von über 2,5 Milliarden US-Dollar (Stand: 24. Mai 2024) befindet sich das MonsterVerse auf Platz 21 der finanziell erfolgreichsten Filmreihen aller Zeiten.
Nur Godzilla vs. Kong konnte in seinem Veröffentlichungsjahr unter die Top 10 der finanziell erfolgreichsten Filme kommen.
| Film                              | Veröffentlichung (Deutschland) | Einspielergebnisse in US-Dollar | Einspielergebnisse in US-Dollar | Einspielergebnisse in US-Dollar | Budget in US-Dollar | Zuschauer (Deutschland) | Quellen       |
| Film                              | Veröffentlichung (Deutschland) | USA/Kanada                      | D-A-CH-Raum                     | Weltweit                        | Budget in US-Dollar | Zuschauer (Deutschland) | Quellen       |
| --------------------------------- | ------------------------------ | ------------------------------- | ------------------------------- | ------------------------------- | ------------------- | ----------------------- | ------------- |
| Godzilla                          | 15. Mai 2014                   | 200.676.069                     | 14.787.162                      | 524.976.069                     | 160 Millionen       | 957.248                 | [ 15 ] [ 16 ] |
| Kong: Skull Island                | 9. März 2017                   | 168.052.812                     | 11.300.000                      | 568.652.812                     | 185 Millionen       | 877.721                 | [ 17 ] [ 18 ] |
| Godzilla II: King of the Monsters | 30. Mai 2019                   | 110.500.138                     | 5.211.000                       | 386.600.138                     | 170 Millionen       | 409.986                 | [ 19 ] [ 20 ] |
| Godzilla vs. Kong                 | 1. Juli 2021                   | 100.916.094                     | 3.814.805                       | 470.116.094                     | 150–200 Millionen   | 450.892                 | [ 21 ] [ 22 ] |
| Godzilla × Kong: The New Empire   | 4. April 2024                  | 196.350.016                     | 6.639.753                       | 567.650.016                     | 135 Millionen       | 602.829                 | [ 23 ] [ 24 ] |
| Gesamt (Stand 6. Juli 2024):      | Gesamt (Stand 6. Juli 2024):   | 776.495.129                     | 25.241.736,511                  | 2.517.995.129                   | 800–850 Millionen   | 3.298.676               |               |

### Kritiken
Filme
Stand: 6. Juli 2024
| Film                              | Rotten Tomatoes     | Metacritic       | IMDb                      |
| --------------------------------- | ------------------- | ---------------- | ------------------------- |
| Godzilla                          | 76 % (330 Kritiken) | 62 (48 Kritiken) | 6,4 (444.712 Bewertungen) |
| Kong: Skull Island                | 75 % (395 Kritiken) | 62 (49 Kritiken) | 6,7 (352.245 Bewertungen) |
| Godzilla II: King of the Monsters | 42 % (353 Kritiken) | 48 (46 Kritiken) | 6,0 (210.698 Bewertungen) |
| Godzilla vs. Kong                 | 76 % (395 Kritiken) | 59 (57 Kritiken) | 6,3 (246.326 Bewertungen) |
| Godzilla × Kong: The New Empire   | 54 % (247 Kritiken) | 47 (51 Kritiken) | 6,5 (80.994 Bewertungen)0 |

Fernsehserien
Stand: 6. Juli 2024
| Serie                       | Rotten Tomatoes    | Metacritic       | IMDb                     |
| --------------------------- | ------------------ | ---------------- | ------------------------ |
| Skull Island                | 82 % (17 Kritiken) | 51 (4 Kritiken)0 | 6,6 (2.792 Bewertungen)0 |
| Monarch: Legacy of Monsters | 88 % (85 Kritiken) | 68 (26 Kritiken) | 7,0 (43.393 Bewertungen) |

## Musik
| Titel                                                                  | Veröffentlichung (USA) | Länge | Komponist                   | Label            |
| ---------------------------------------------------------------------- | ---------------------- | ----- | --------------------------- | ---------------- |
| Godzilla: Original Motion Picture Soundtrack                           | 13. Mai 2014           | 60:27 | Alexandre Desplat           | WaterTower Music |
| Kong: Skull Island (Original Motion Picture Soundtrack)                | 3. März 2017           | 56:56 | Henry Jackman               | WaterTower Music |
| Godzilla II: King of the Monsters (Original Motion Picture Soundtrack) | 24. Mai 2019           | 98:00 | Bear McCreary               | WaterTower Music |
| Godzilla vs. Kong (Original Motion Picture Soundtrack)                 | 26. März 2021          | 67:09 | Junkie XL                   | WaterTower Music |
| Godzilla × Kong: The New Empire (Original Motion Picture Soundtrack)   | 22. März 2024          | 64:00 | Junkie XL, Antonio Di Iorio | WaterTower Music |